# She Came In Through the Bathroom Window
《She Came In Through the Bathroom Window》是由英國搖滾樂團披頭四成員保羅·麥卡尼創作、收錄於專輯《艾比路》的1969年歌曲。（作品上是以藍儂-麥卡尼「Lennon–McCartney」的名義發表）

## 歌曲概要
《She Came In Through the Bathroom Window》在《艾比路》專輯中，是以不中斷連續手法直接接上一首曲子《Polythene Pam》。歌曲開頭為由約翰·藍儂喊出的「我們現在所聽的是… 嘿嘿… 小心啦！」（we'll listen to that now… heh-heh… Oh, look out!），
作品靈感來自於麥卡尼的私人空間被一些「Apple scruffs」（一種喜愛排徊在披頭四錄音室艾比路錄音室、及各披頭四成員私人住宅外的狂熱歌迷組織）成員做出的騷擾事件。事發為當時有幾位Apple scruffs歌迷在位於聖約翰伍德的麥卡尼屋子外，發現有個放置花園的梯子、便將梯子立在麥卡尼家浴室旁的窗戶後闖入。而根據一名當時在現場、名做潔西卡·山謬（Jessica Samuels）的Apple scruffs成員事後表示著，在擊破窗戶闖入麥卡尼家後，她們一同將屋內麥卡尼的衣物搜出後互相交換穿著；並拿走了一些屋內擺飾的畫作，而另一名Apple scruffs成員瑪戈·柏德（Margo Bird）曾被要求設法尋回被期他人拿走的麥卡尼家中畫作作品。瑪戈·柏德在事發前曾與麥卡尼有些交情，並幫忙過帶麥卡尼所養的狗散步。
後續2006年英國R&B樂團憂鬱藍調合唱團向麥卡尼表示著，《She Came In Through the Bathroom Window》歌詞的內容確實地發生在他們身上，因為也同樣有瘋狂歌迷從樂團居所的浴室窗戶闖入。

## 演奏成員
- 保羅·麥卡尼：主唱、貝斯
- 約翰·藍儂：十二弦吉他、背景和聲
- 喬治·哈里森：主吉他、背景和聲
- 林哥·史達：鼓、鈴鼓

## 翻唱者
- 喬·庫倫：於1970年翻唱
- 艾克&蒂娜·特娜演唱組：收錄於1972於專輯《Feel Good》